# Parambassis ranga
Parambassis ranga, comúnmente conocido como el pez cristal de la India, es una especie de pez de agua dulce de la familia de los peces de cristal asiáticos (Ambassidae) del orden de los perciformes. Es originaria de un área del sur de Asia, desde Pakistán hasta Malasia.
El pez cristal de la india tiene un sorprendente cuerpo transparente que revela sus cartílagos y órganos internos; el macho desarrolla un borde oscuro en la aleta dorsal. El pez crece hasta una longitud total máxima de 80 mm.
Vive en aguas estancadas, especialmente en embalses, y se reproduce prolíficamente durante la temporada de lluvias. Esta especie se alimenta de crustáceos, gusanos anélidos y otros invertebrados. Es, a su vez, presa de peces más grandes, incluidos los cabeza de serpiente (familia Channidae).
El pez cristal de la india no es relevante como alimento para humanos, pero es muy buscado para su uso en acuarios.
También se conoce por otros nombres como Chanda ranga, pez de cristal o perca de cristal.

## En el acuario

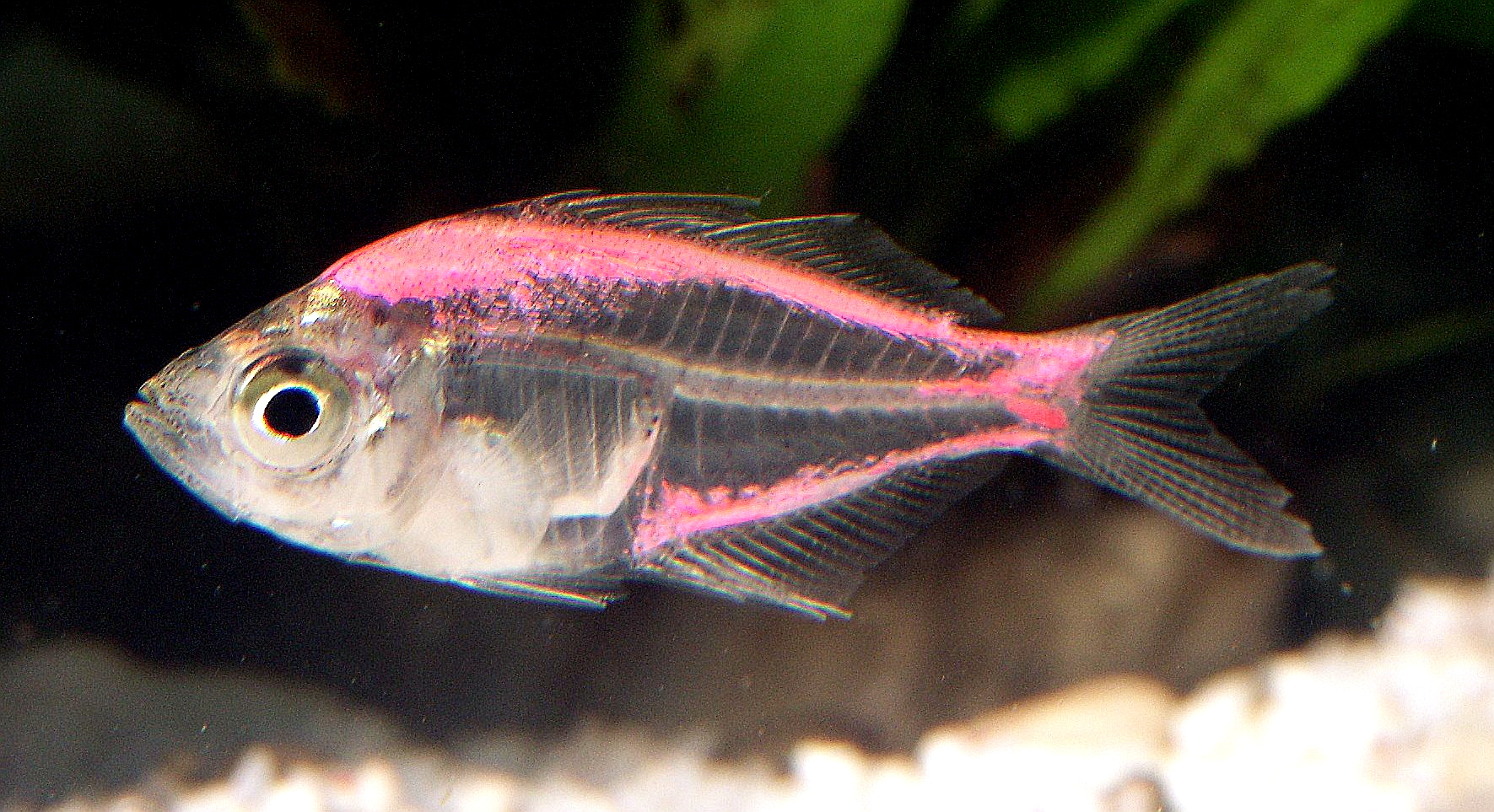
Pez cristal de la india - parambassis ranga.

Aunque el pez de cristal se usa en acuarios desde hace muchos años, tienen una reputación de ser delicado y difícil de mantener. Esto puede estar relacionado con un creencia persistente de que estos peces necesitan agua salobre. En la naturaleza, comúnmente habitan en agua dulce, y en cautiverio les va bien un dGH entre 7-19, ligeramente blando a moderadamente duro y un pH entre 6.5-7.5, ligeramente ácido a ligeramente alcalino. Pueden tolerar un rango de temperatura de 20-30 °C.
Estos peces nadan en los niveles medio e inferior del tanque y tomarán la mayoría de los alimentos pequeños tanto vivos como congelados. En general, tienden a no comer alimentos secos (como escamas). Estos peces se reproducen, como la mayoría, poniendo primero los huevos la hembras y luego fertilizanlos los machos.

### Pez de cristal teñido
Los peces que se vende a los aficionados a menudo se han "pintado", lo que implica inyectar un tinte de color en el tejido transparente del pez para que sea más atractivo para los aficionados. Los aficionados inexpertos a menudo son engañados haciéndoles creer que esos peces son naturales o que el proceso es indoloro y no causa ningún daño, sin embargo, los peces así tratados son susceptibles a enfermedades, incluida la infección por Ichthyophthirius multifiliis, la pudrición de la aleta y la enfermedad viral lymphocystis, y la coloración artificial a menudo se desvanece en poco tiempo.